# Obotritas

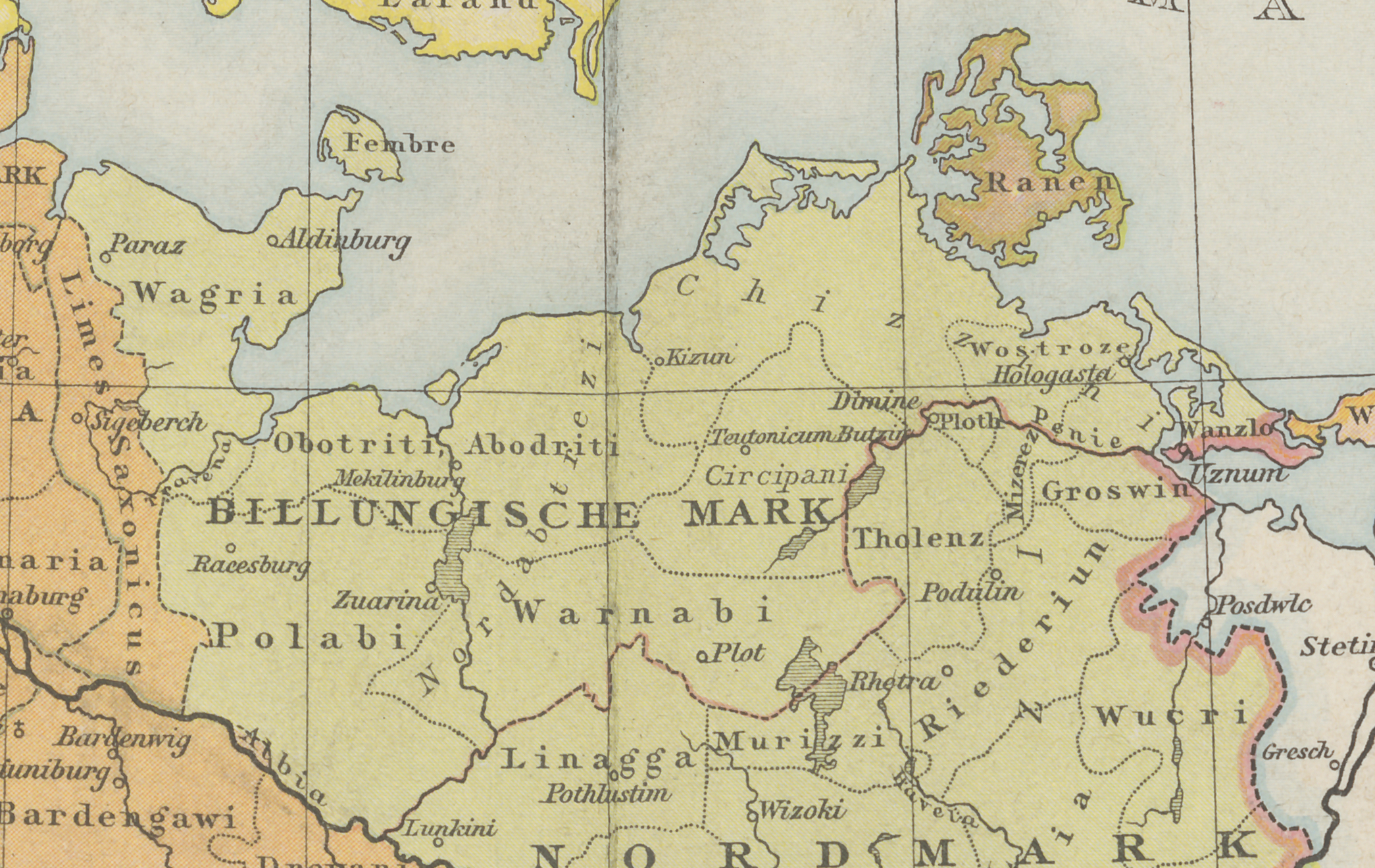
Mapa da Marca de Bilunga (c. 1000) mostrando as diversas tribos da confederação obotrita.

Os obotritas (em alemão: Abodriten; em polonês: Obrodyci), também conhecidos como obodritas, eram uma confederação medieval de tribos eslavas ocidentais que habitavam a região do atual território de Mecklemburgo e Holsácia, no norte da Alemanha (ver eslavos polábios). Por décadas foram aliados de Carlos Magno em suas guerras contra os saxões germânicos e os veletos eslavos. Em 798 os obotritas, liderados pelo príncipe Drożko (ou Draško, originalmente Thrasco) derrotou os saxões na batalha do rio Swentana; os saxões nordalbíngios, ainda pagãos, foram dispersados pelo imperador, e parte de sua terra em  Holsácia, ao norte do Elba, foi concedida aos obotritas em 804 como recompensa por sua vitória. Esta situação, no entanto, foi revertida com a invasão dos danos.
O Geógrafo Bávaro, um documento anônimo medieval compilado em Ratisbona em 830, contém uma lista das tribos do centro da Europa do Leste, a leste do Elba. A lista inclui os Nortabtrezi (obotritas) - com 53 cividades.
Adão de Brema se referiu a eles como reregos (Reregi), devido ao seu lucrativo centro comercial de Reric. Juntamente com outros grupos eslávicos, frequentemente eram descritos pelas fontes germânicas como vendos.
As principais tribos da confederação obotrita eram:
- os próprios obotritas (Baía de Wismar ao lago Schwerin);
- os vagros (leste de Holsácia);
- os varnóvios (alto Warnow e Mildenitz);
- os polábios (entre o rio Trave e o rio Elba).

Em 1170, reconheceram a soberania do Sacro Império Romano-Germânico. A partir daí a região passou por uma rápida germanização. Contudo, no final do século XV, a maioria dos aldeões na região obotrita ainda permanecia falando dialetos eslavos (língua polábia). Mas em pouco tempo, a língua mudou para o alemão.
O poeta alemão Johann Heinrich Voss (1751 - 1826), nascido em Mecklemburgo-Strelitz (um distrito do atual Estado de Mecklemburgo-Pomerânia Ocidental), gostava de se identificar como um obotrita para enfatizar sua herança eslava. Os obotritas eram suficientemente afastados e obscuros para apelar pelas nascentes identificações étnicas do romantismo.